# Apodopsyllus gwakjiensis
Apodopsyllus gwakjiensis is een eenoogkreeftjessoort uit de familie van de Paramesochridae. De wetenschappelijke naam van de soort is voor het eerst geldig gepubliceerd in 2012 door Huys.